# Casas de los Sánchez-Ochando
Las Casas de Los Sánchez-Ochando, son un conjunto de casas del municipio de Santa María de Guía de Gran Canaria. Son una muestra de la antigua arquitectura canaria.
Se trata de un grupo, del que ahora solamente se conservan dos, y ambas en lamentable estado de conservación, situadas entre la calle Cuartel (cambiada de nombre recientemente) y la calle de La Cruz, actualmente Marqués de Muni.

## Orígenes
Hacia 1600 este terreno es propiedad de la acomodada familia Alonso Riverol, que dos siglos después habría pasado a la familia Sánchez-Ochando.
A lo largo del tiempo, por herencias, irían pasando a distintas manos de la familia. Una parte de ellas pasa a ser propiedad de Juan del Castillo Westherling, hijo de quien era entonces Conde de la Vega Grande de Guadalupe. Por ello, el conjunto es conocido como Casa Condal o Casa del Conde.
Dada la proximidad de ambos inmuebles y que son bienes de una misma familia, así como que representan dos modelos de casas señoriales de distintos momentos, merecen al menos que sean conocidas y destacadas en el Conjunto Histórico de la Ciudad de Guía; a ello se uniría que fueron habitadas por descendientes de personas procedentes de distintos lugares; así lo demuestran los variados apellidos de sus antiguos moradores: Vetancourt, Riverol, Merino, Falcón, Aríñez, Bilbao,…
A día de hoy, de los vestigios que pueden observarse de ambos edificios puede decirse:
Casa que cierra el callejón del cuartel
Fue empezada a construirse en el siglo XVII. Su fachada presenta esa tipología característica de bastantes casas solariegas de Gran Canaria, en las que un marco de piedra une la puerta principal con una ventana situada sobre esta, con alféizar y cornisa a modo de decoración. También cuenta con los típicos caños de desagüe (en este caso, cuatro).
La parte delantera de la casa está cubierta con un tejado a cuatro aguas, mientras que de la trasera aún es visible desde la moderna zona de Las Huertas una amplia galería abalaustrada que está sostenida por jabalcones, así como algún balcón trasero cubierto.
Este edificio posee un rico valor testimonial de un modo pretérito de construcción, pero apenas se aprecia dado su serio estado de abandono. Por si esto fuera poco, decir que el citado marco de cantería ha sido pintado del mismo color del paño de la fachada, hecho que le resta todavía más estética. Además, en este año 2019 se colocó delante una especie de banco de diseño moderno que, aún más, contribuye a quitarle encanto al lugar.
Casa de la calle Marqués del Muni (antiguamente de La Cruz)
Es ésta la casa que le da el apodo de Casa Condal al conjunto. Al hacer esquina puede contemplarse perfectamente el contraste tipológico entre la fachada secundaria orientada al poniente (con una amplia pared sin apenas decoración, salvo dos hileras de ventanas) y el frontis que obedece al gusto neoclásico de los vanos perfectamente ordenados en su colocación, así como en los marcos de cantería que los rodean y la elegante cornisa que corona el edificio en su lado de la antaño calle de La Cruz.
Pero si su decoración tiene algún elemento destacado, es la llamativa herrería forjada, con decoración clásica vegetal y faunística que está situada en los antepechos de sus seis ventanas y en el balcón.
Al igual que la vivienda anterior, es esta su estado de conservación es seriamente deplorable. Basta decir que la rejería del amplio balcón ha desaparecido en su totalidad.

## Galería

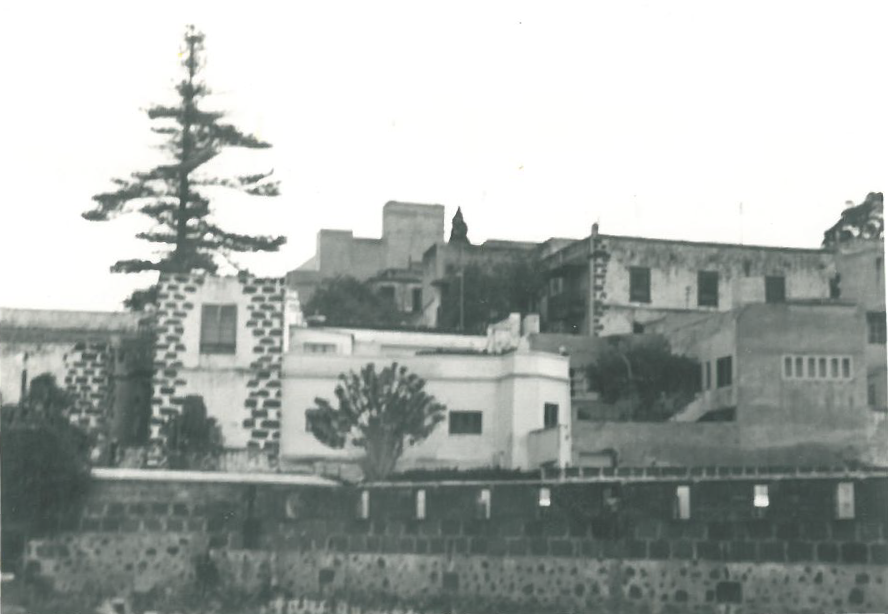
Casa del Conde en 1980.
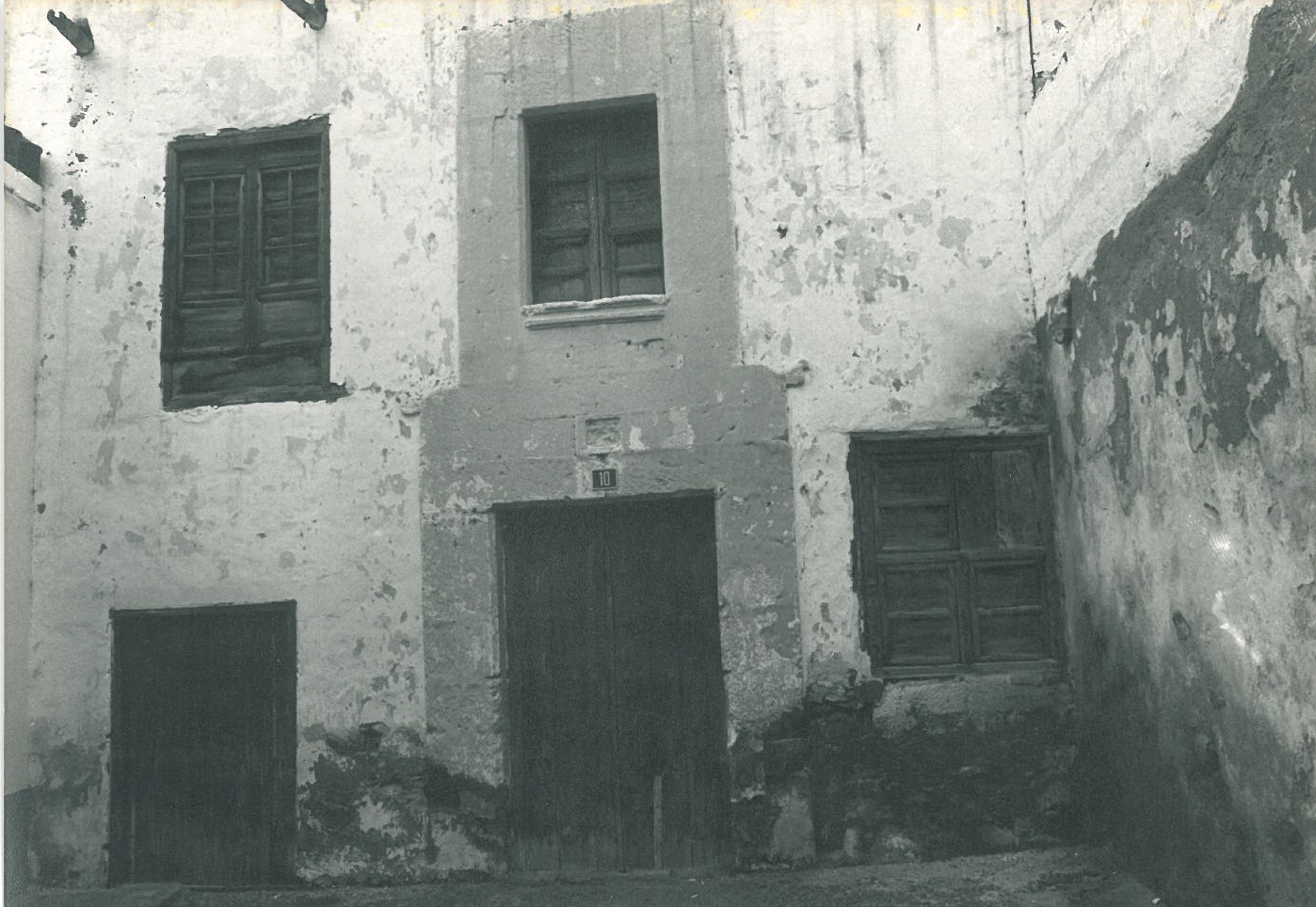
Fachada de la Casa del Conde en 1981.
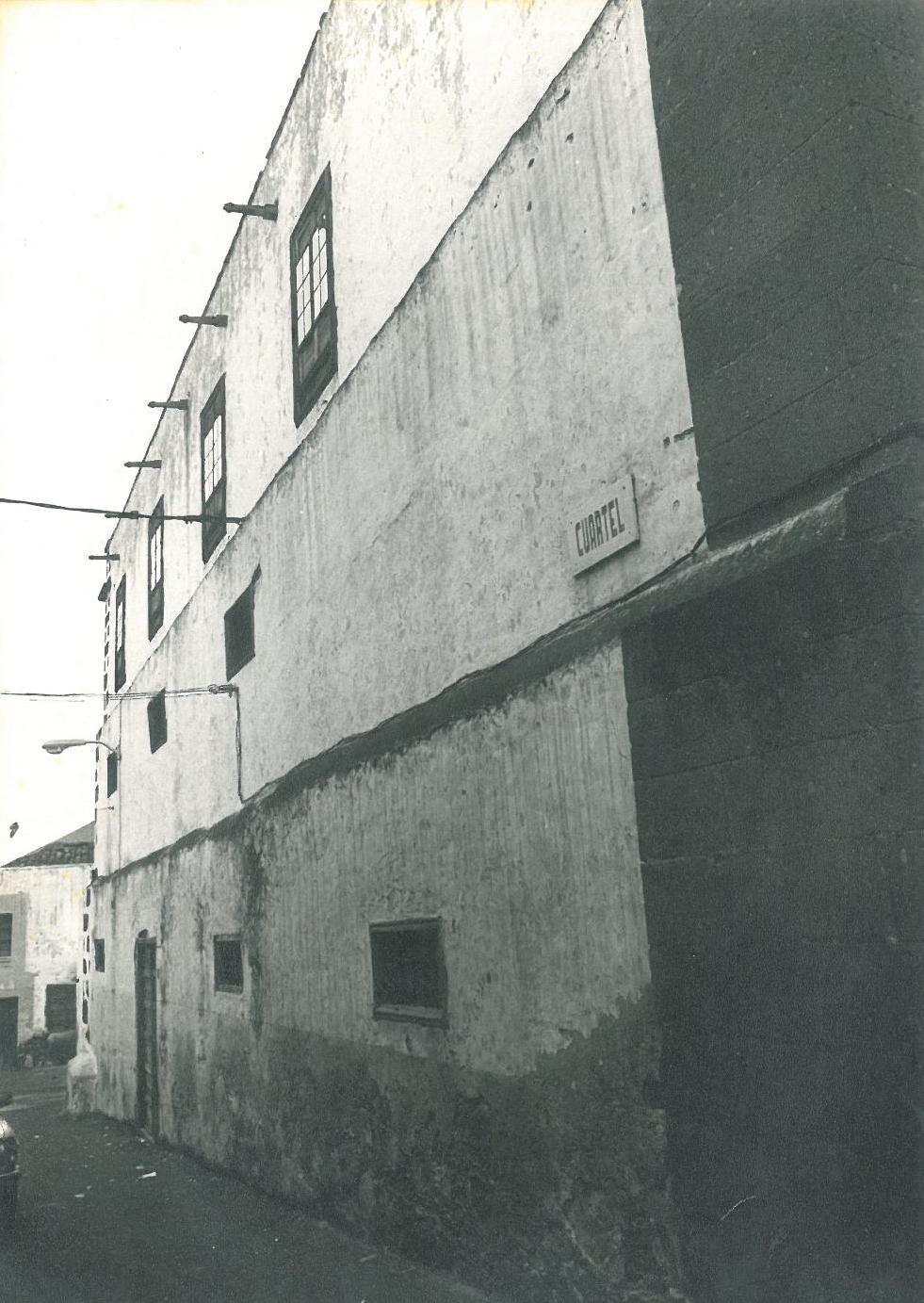
Lateral Casa del Conde en 1981.
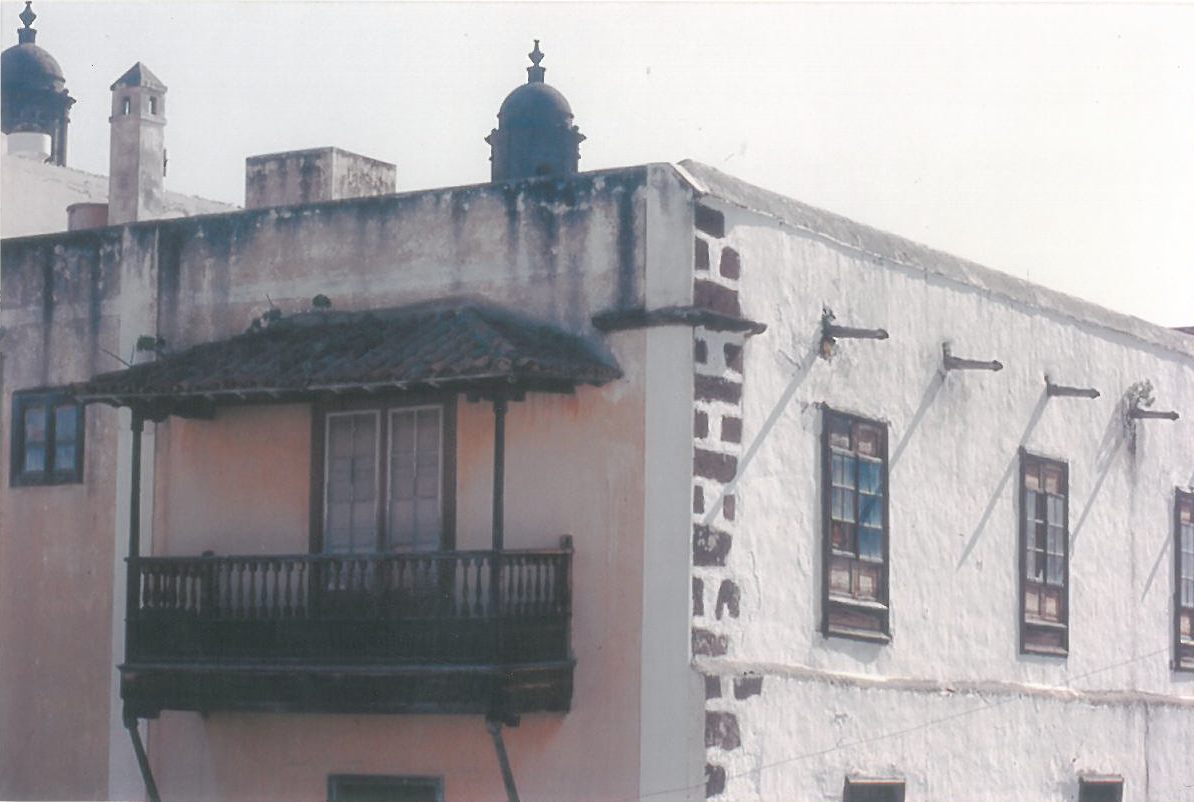
Casa del Conde en 2001.
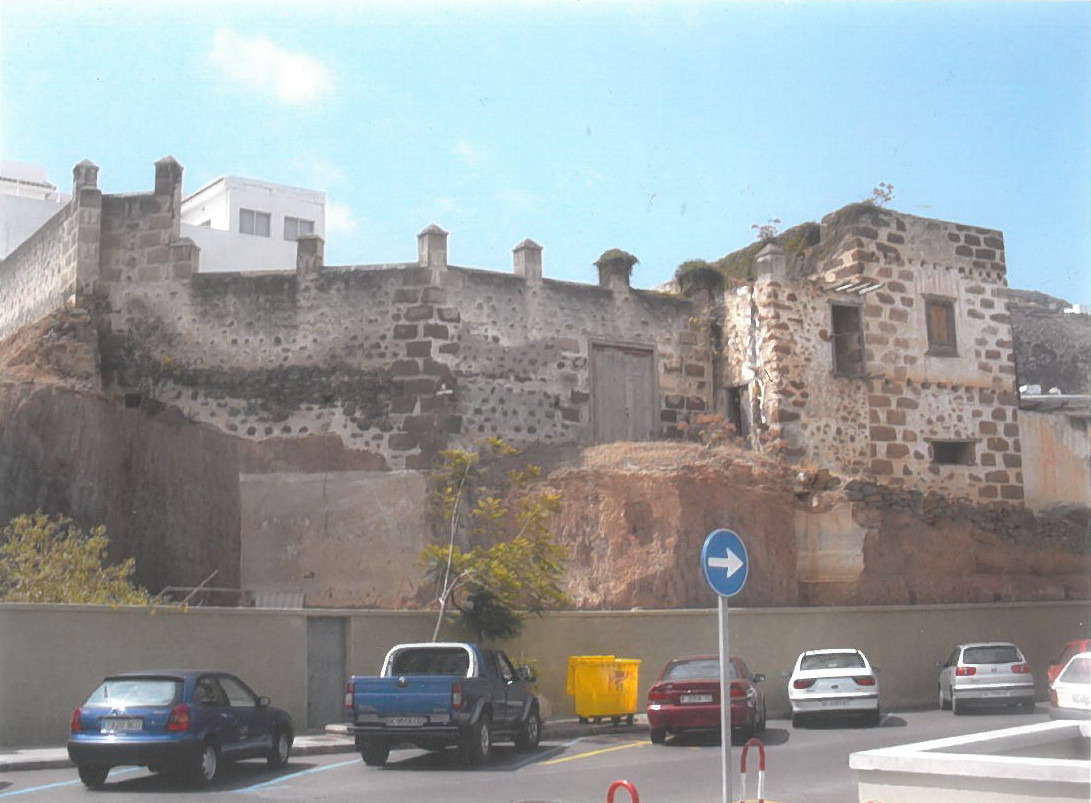
Parte trasera de la Casa del Conde en 2001.
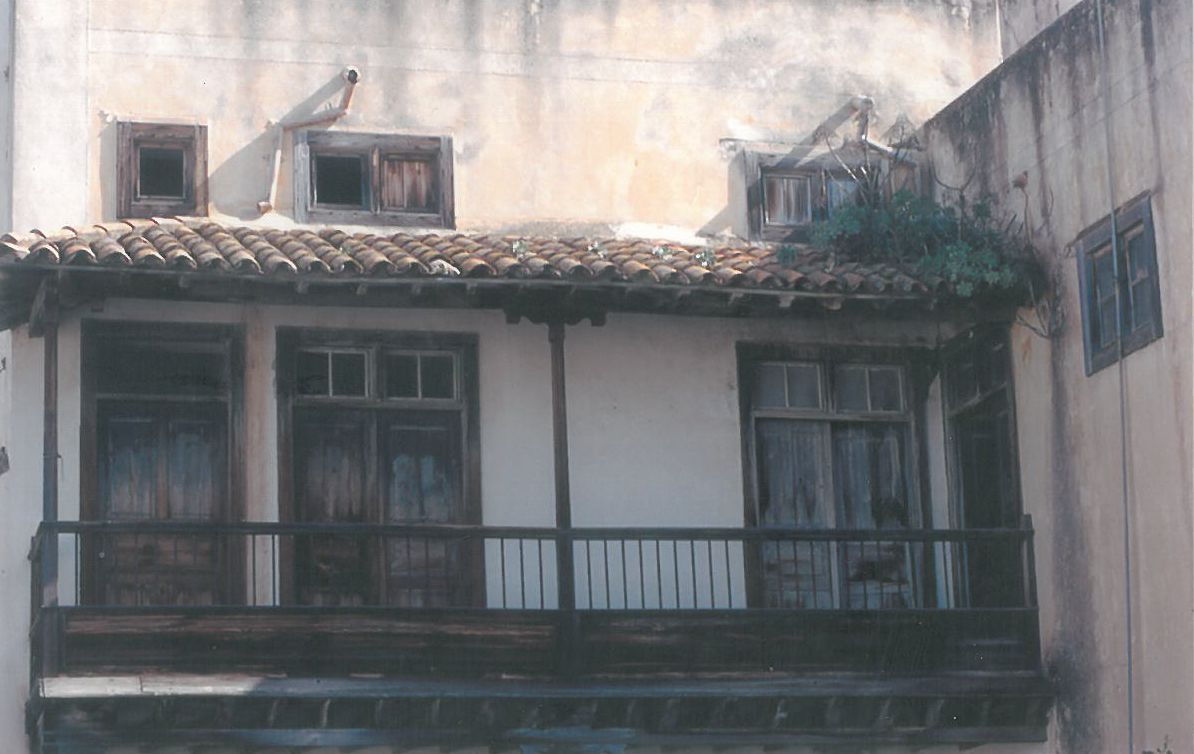
Balcón de la Casa del Conde en 2001
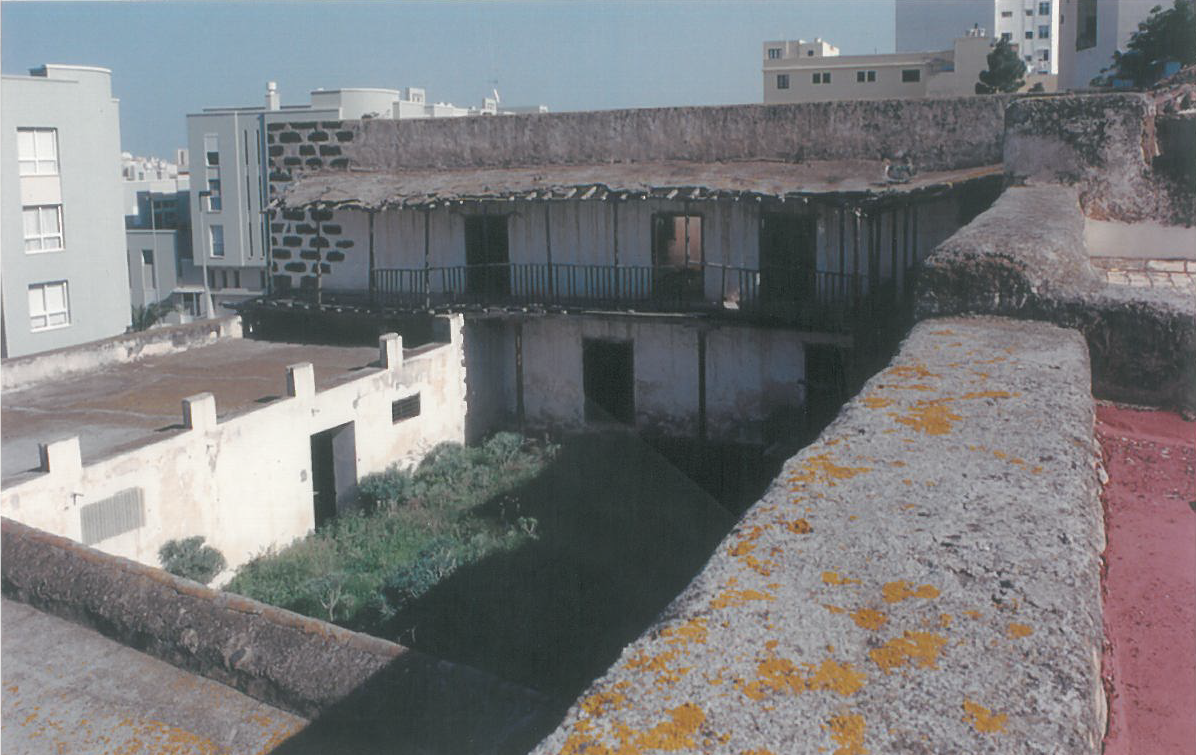
Balcón de la Casa del Conde en 2001